# Bloomington (Indiana)
Bloomington és una població dels Estats Units a l'estat d'Indiana. Segons el cens del 2000 tenia 69.291 habitants.

## Demografia
Segons el cens del 2000, Bloomington tenia 69.291 habitants, 26.468 habitatges, i 10.454 famílies. La densitat de població era de 1.356 habitants per km².
Dels 26.468 habitatges en un 17,9% hi vivien nens de menys de 18 anys, en un 29,2% hi vivien parelles casades, en un 7,8% dones solteres, i en un 60,5% no eren unitats familiars. En el 39,1% dels habitatges hi vivien persones soles el 7,1% de les quals corresponia a persones de 65 anys o més que vivien soles. El nombre mitjà de persones vivint en cada habitatge era de 2,09 i el nombre mitjà de persones que vivien en cada família era de 2,76.
Per edats la població es repartia de la següent manera: un 12,7% tenia menys de 18 anys, un 42,3% entre 18 i 24, un 24,6% entre 25 i 44, un 12,6% de 45 a 60 i un 7,9% 65 anys o més.
L'edat mediana era de 23 anys. Per cada 100 dones de 18 o més anys hi havia 92,8 homes.
La renda mediana per habitatge era de 25.377 $ i la renda mediana per família de 50.054 $. Els homes tenien una renda mediana de 32.470 $ mentre que les dones 26.100 $. La renda per capita de la població era de 16.481 $. Entorn del 10,3% de les famílies i el 29,6% de la població estaven per davall del llindar de pobresa.

## Poblacions més properes
El següent diagrama mostra les poblacions més properes.